# 浦野邦子
浦野 邦子 (うらの くにこ 1956年 - ) は、日本の実業家。小松製作所で初の女性執行役員、取締役を歴任した。

## 人物
東京都出身。東京外国語大学外国語学部ドイツ語学科卒業後、小松製作所入社。
1994年生産本部生産管理部主査、1999年生産本部大阪工場管理部担当部長、2005年生産本部物流企画部長、2010年コーポレートコミュニケーション部長、2011年執行役員、2014年常務執行役員を経て、2018年取締役常務執行役員・クオリカ取締役。2021年退職。
2021年森永製菓取締役、横河電機取締役。2022年日本製鉄取締役。